# せとうちみなとマルシェ
せとうちみなとマルシェは、愛媛県今治市の今治港周辺で定期開催されているマルシェである。今治市や商工団体などで構成される「せとうちみなとマルシェ実行委員会」が主催している。

## 概要
2023年10月の今治港開港100周年記念イベントでプレ開催を経て、同年11月より月2回実施されている。基本は毎月第2・4日曜日に開催されているが、夏季は第2・4土曜日に「夜マルシェ」（バルシェ）として開催されている。
今治港のみなと交流センターがある全長約60メートルのコンコースに鮮魚や野菜、雑貨、飲食等のテントやキッチンカーが約100店出店している。また、地元漁師が獲った魚のセリ市などの各種イベントも開催されている。来場者は平均で1日1万人が訪れている。2024年の実行委員会の発表では、2023年10月までの1年間（計24回）の開催で10億1800万円の経済効果があったことを発表した。

## 歴史
- 2022年4月 - 「せとうちみなとマルシェ実行委員会」が発足[3]。
- 2022年11月 - せとうちみなとマルシェが初開催される。
- 2023年6月 - 期間限定で土曜日夜開催に変更。夜マルシェとして「バルシェ」を初開催。

## 開催場所
- 今治港　みなと交流センター（はーばりー）付近

## アクセス
- JR四国今治駅より徒歩で約20分。
- 瀬戸内運輸（せとうちバス）「今治桟橋」バス停下車してすぐ。
  - 今治駅前バス停より今治桟橋バス停までせとうちバスで約7分。